# توماسو دوميني
توماسو دوميني (بالإيطالية: Tommaso Domini)‏ هو لاعب كرة قدم إيطالي في مركز الوسط، ولد في 18 أغسطس 1989 في تشيزينا في إيطاليا. لعب مع نادي بارما.